# Institución Gran Duque de Alba
La Institución Gran Duque de Alba es un organismo dependiente de la Diputación Provincial de Ávila que se dedica a la investigación y a la cultura abulenses. Fue creada por la Corporación Provincial el 10 de marzo de 1962 y está integrada en la CECEL (Confederación Española de Centros de Estudios Locales) del CSIC. Entre sus miembros de número y colaboradores cuenta con múltiples personalidades de la cultura abulense. Ha becado el trabajo de numerosos investigadores y editado más de 400 títulos de libros. Actualmente la Institución tiene su sede en el edificio conocido como Palacete de Nebreda, obra del arquitecto Emilio González situado en el Paseo Dos de Mayo de la capital abulense.

## Directores
- Jesús Martín González, 1962-1966.

- Manuel Ruiz Lagos, 1966-1967.

- Juan Grande Martín, 1967-1981.

- Moisés Buenadicha Gutiérrez, 1981-1984.

- Carmelo Luis López, 1984-2017.

- Maximiliano Fernández Fernández, 2017- Actualidad.